# بخش نیژنلوموفسکی
بخش نیژنلوموفسکی (به لاتین: Nizhnelomovsky District) یک منطقهٔ مسکونی در روسیه است که در استان پنزا واقع شده‌است.